# Вирџинија Вајдлер
Вирџинија Вајдлер (енгл. Virginia Anna Adeleid Weidler; рођена је 21. марта 1927. године  – умрла је 1. јула 1968. године.) је била америчка глумица. Као дијете, постаје популарна у холивудским филмовима у периоду тридесетих и четрдесетих година прошлог вијека.

## Биографија
Вирџинија Вајдлер, била је шесто и последње дијете Алфреда Вајдлера, архитекте и Маргарет Вајдлер (Margarete Therese Louise Radon; 1890-1987), бивше оперске пјевачице. Била је друго Вајдлерово дијете рођено у Сједињеним Америчким Државама, некон што је њена породица емигрирала из Њемачке 1932. године. Поред својих родитеља, Вирџинија је имала три брата и двије сестре. Њена браћа Валтер, Варнер и Џорџ били су успјешни музичари након њихове првог глумачког појављивања, те посједовали сопствени студио за снимање. Њен брат Џорџ, био је ожењен пјевачицом и глумицом Дорис Деј 1946.-1949. (то је био његов први а њен други брак). Њене сестре Силвија и Рене у шоу бизнис. Њен отац је искористио своје вјештине за изградњу сетове за 20th Century Fox.
27. марта 1947. године, у својој двадесетој години се удала за Лионела Кристела, те са њим имала два сина Рона и Гарија. Одбила је да буде интервјуисана до краја живота у жељи да живи приватно свој живот. Остала је удата за Кристела све до своје смрти 1. јула 1968. године. Умрла је од срчане болести у Лос Анђелесу, у 41. години живота.

## Каријера
Први пут се појављује на филму 1931. године. Њена прва улога била је Еуропена у филму "Госпођа Виџи од пљескавице" (1934), улога коју је освојила седам година након што је видела у представи Јесењи шафран. Вирџинија је оставила велики утисак на публику као девојчица која каже "задржи мој дах, док не поцрним у лицу".
Наредних неколико година, појављивала се у многим филмовима од "Момчић"(1935) Џорџа Стивенса до кључне улоге у "Душе на мору" (1938) у којој играју Гари Купер и Џорџ Рафт. [8] Упркос томе што је била под уговором са Парамонтом, у том периоду имала је прилике да сасрађује са РКО-Радио Фотографије.
Када Парамонт није продужио уговор, потписала га је Метро-Голдвин-Мејер 1938. Њен први филм за МГМ био је са својоm водећом звијездом Мики Рунијем. био је "Љубав је главобоља" (1938). Филм је успео, а Вајлдер је касније глумила у много већим улогама. Била је једна од свечаних глумица филма "Жена", из 1939. године, као кћерка Норме Ширер. Њен сљедећи велики успјех био је "Филаделфијска прича"(1940) у којој је играла Дину Лорд, духовиту млађу сестру Трејси Лорд (Кетрин Хепберн). Њена филмска каријера завршила је филмом "Најбоља стопала напријед" из 1943. године.
Појавила се у више од четрдесет филмова и дјеловала је са неким од највећих звезда, укључујући Кларк Габл и Мирну Лој у "Превише вруће за руковање", Бети Дејвис у "Све ово и рај такође" и Џуди Гарланд у "Наивко у Бродвеју".

## Филмографија
- "Предаја" (1931)
- "Након вечери" (1933)
- "Давно изгубљени отац" (1934)
- "Задатак Стамбола" (1934)
- "Госпођа Виџи од пљескавице" (1934)
- "Момчић" (1935)
- "Пјеге" (1935)
- "Велика емисија из 1936." (1935)
- "Питер Ибетсон" (1935)
- "Тимотијева истрага" (1936)
- "Невоља за двоје" (1936)
- "Дјевојка Озаркса" (1936)
- "Велика емисија из 1937." (1936)
- "Служавка Салема" (1937)
- "Изрод из коцкарнице" (1937)
- "Дуже на мору" (1937)
- "Љубав је главобоља" (1938)